# ریوکو تاناکا
ریوکو تاناکا (انگلیسی: Ryōko Tanaka; ۲۸ ژوئیهٔ ۱۹۷۳ – ) صداپیشه اهل ژاپن بود. وی از سال ۱۹۹۷ میلادی تاکنون مشغول فعالیت بوده‌است.